# Einsatzbereitschaft
Als Einsatzbereitschaft (kurz EB; englisch standby) bezeichnet man im militärischen Bereich einen Zustand für technische Geräte, die ihnen zugedachte Aufgabe ohne weiteren Wartungsaufwand unverzüglich erfüllen zu können. Ein einsatzbereites Gerät ist für die sofortige Benutzung verfügbar. Die Einsatzbereitschaft setzt somit eine Einsatzfähigkeit voraus.

## Militärische Einsatzbereitschaft
Unter dem Begriff der militärischen Einsatzbereitschaft (im Sinne von Gefechtsbereitschaft / NATO englisch combat readiness) versteht man die Fähigkeit eines Truppenteils bzw. einer Dienststelle, in Einsatzgliederung mit voller personeller und materieller Stärke einen Auftrag zu erfüllen.

## Abgrenzung
Der Begriff ist nicht mit Einsatzfähigkeit (NATO-Bezeichnung: englisch operational readiness) zu verwechseln. 